# Praxelis
Praxelis é um género botânico pertencente à família Asteraceae.

## Espécies
1. ↑  «Praxelis — World Flora Online». www.worldfloraonline.org. Consultado em 19 de agosto de 2020